# Mark C
Mark C (сокр. Mk. C) — британский средний танк времён Первой мировой войны. Изобретателем танка считается Вильям Ригби (англ. William Rigby). По традиционному соображению того времени были задуманы пулеметная (самка) и пушечная (самец) модификации, но построены только 50 экземпляров пулеметной модификации, стоявшие на вооружении до 1925 года.
Будучи одним из первых средних танков, наряду с Mk. B он послужил заменой танку Mk. A. Вооружение танка размещалось в шаровых установках рубки с ограниченными углами обстрела. После поражения Германии в Первой мировой войне было построено 36 таких танков (из 200 заказанных).

## Основные характеристики
Основные тактико-технические характеристики танка:
- масса — 19,5 т,
- мощность двигателя — 150 л. с.,
- экипаж — 4 человека,
- максимальная скорость — 13 км/ч,
- вооружение 4 пулемёта Гочкисса (самка) или 57-мм пушка и 3 пулемёта Гочкисса (самец).